# Església de Sant Nicolau (Amsterdam)
La Sint Nicolaaskerk (església de Sant Nicolau) és un temple catòlic situat al centre d'Amsterdam.
Es va acabar de construir el 1887 per substituir l'antiga  Amstelkring que va passar a convertir-se en museu.
Va ser dissenyada per l'arquitecte Adrianus Bleijs (1842-1912), unint característiques de diferents estils, principalment neobarroc i neorrenaixentista. La façana està coronada per dues torres amb neobarroca entre elles una finestra en la qual en un baix relleu es representa a Crist i els 4 Evangelistes. Sobre ells se situa una estàtua de  Sant Nicolau, patró de l'església tant com de la ciutat, va ser realitzada per l'escultor Bart van Hove (1850-1914) el 1886.
L'interior té forma de creu, amb tres naus longitudinals i una perpendicular. A la intersecció s'alça una gran cúpula. Dos Capelles laterals dedicades a la Verge i Sant Josep completen el conjunt 
Darrere l'altar principal es troba la corona de Maximilià d'Àustria Donada pel mateix quan va realitzar una peregrinació un Amsterdam.
És la principal església catòlica de la ciutat, amb freqüència també és seu de concerts per a orgue.